# Mitchell Feigenbaum
Mitchell Jay Feigenbaum (Filadelfia, 19 dicembre 1944 – New York, 30 giugno 2019) è stato un matematico e fisico statunitense, vincitore del premio Wolf nel 1986. È noto per i suoi studi sulla teoria del caos, che portarono alla scoperta delle costanti di Feigenbaum.